# الغاصب (مسلسل)
الغاصب (بالإسبانية: La usurpadora)‏ هو تيلينوفيلا مكسيكية من تأليف إيناس رودينا وبطولة عددٍ منَ الممثلين بما في ذلك غابرييلا سبانيك وفرناندو كولونجا. عرض على قناة النجوم في 9 فبراير إلى 24 يوليو 1998.

## طاقم العمل
- غابرييلا سبانيك بدور باولينا مارتينيز / باولا مونتانير دي براشو
- فرناندو كولونجا بدور كارلوس دانييل براشو
- ليبرتاد لامارك بدور بيداد براشو
- شانتال أنديري بدور إستيفانيا براشو دي مونتيرو
- أرتورو بينيشي بدور يسانس إدموندو سيرانو[1]
- خوان بابلو غامبوا بدور غييرمو "ويلي" مونتيرو

## الصدور
على فيلمافينيتي حصل المسلسل على متوسط تقييم 10/4.8 بناءً على 592 مراجعة.